# Autopsia (House M. D.)
Autopsia (en inglés: Autopsy) es el segundo episodio de la segunda temporada de la serie estadounidense House M. D.. El episodio fue estrenado en Estados Unidos el 20 de septiembre de 2005 y emitido el 18 de abril de 2006 en España.

## Sinopsis

### Caso principal
Andie (Sasha Pieterse) es una niña de nueve años, enferma terminal de cáncer (rabdomiosarcoma alveolar), que está en su casa de muy buen humor, cantando y tomando su medicación, cuando la habitación empieza a temblar, los objetos caen por todas partes y se rompe el espejo en el que se está mirando. 
En el hospital, House tiene rinitis alérgica y trata de escaparse del trabajo, pero Wilson le presenta el caso de Andie, paciente suya a la que trata del cáncer, ya que los síntomas no guardan relación con la enfermedad por la que es atendida. House se referirá con cruel franqueza a los pacientes infantiles de Wilson como un "desfile de pequeños fenómenos de circo calvos".
House se reúne con su equipo y ellos aportan ideas para el diagnóstico. Hacen a la pequeña una batería de pruebas del aparato respiratorio y del pecho. 
Cuando Chase le realiza una de estas pruebas, Andie muestra ser muy madura para su edad y muy valiente, con plena conciencia de que morirá en no más de un año. Le comenta a Chase que nunca la ha besado un chico y probablemente nunca la besarán, porque es posible que no salga viva del hospital, y le pide que lo haga él. Chase rechaza el pedido, pero ante la amable insistencia de la pequeña, al final cede y le da un beso cariñoso en la boca. Objetivamente se trata de un acto perverso ya que se trata de una niña y Chase será regañado por House y sus compañeros.
A la mañana siguiente, Chase informa que las pruebas no indicaron afecciones. Foreman sugiere neurosífilis, una enfermedad de transmisión sexual porque, aunque es una niña, cabe la posibilidad de que hayan abusado de ella. House ordena verificar la hipótesis pero Chase insiste en que ni siquiera la habían besado. House fortalece su hipótesis cuando Chase cuenta que besó a Andie, porque las víctimas de abuso sexual aprenden a manipular a la gente. Cameron es la encargada de hacer una exploración vaginal a la niña, que confirma que nadie la ha tocado. 
House y Wilson analizan el estado de Andie, cuyos niveles de oxígeno han descendido otro punto, lo que hace pensar a Wilson que tiene un tumor en el pulmón, aunque eso no explicaría las alucinaciones. House destaca que los pulmones aparecieron limpios en los estudios, lo que lo lleva a sospechar que el tumor podría encontrarse en el corazón. Wilson dice que eso solo podría explicarse por la improbable coincidencia de dos cánceres, el rabdomiosarcoma alveolar que padece Andie con una esclerosis tuberosa. House compara la coincidencia con ganarse dos veces la lotería y puntualiza que es algo que sucede. Sugiere una intervención quirúrgica para comprobarlo, pero Wilson está convencido de que la operación podría matar a una niña pequeña que se encuentra con las defensas bajas por el tratamiento contra el cáncer. 
House reúne entonces a su equipo en el baño -porque tiene "mejor acústica"- y les hace oír grabaciones de tres de las válvulas del corazón de Andie registradas por un ecocardiograma, retándolos a que encuentren la anormalidad que indica un tumor. Es Cameron la que nota el problema: un movimiento extra de la válvula mitral. Más tarde un cirujano confirma que Andie tiene un tumor en el pulmón que se extiende hasta el corazón. Wilson se lo comunica a la madre y le dice que si hay metástasis, no podrán hacer nada. Le practican una delicada operación para extraer el tumor que ya se había extendido peligrosamente. Durante la intervención, Chase ve que el ojo derecho de Andie sangra. 
Al día siguiente, House y Wilson se enteran de que el tumor del corazón era benigno y que, por lo tanto, no podía ser la causa de las alucinaciones ni el coágulo que podría estar relacionado con el sangrado del ojo. Pero a todos les parece que la coincidencia es imposible: si anticiparon el tumor es porque debería tener alguna relación con el sangrado del ojo y las alucinaciones. House concluye que un coágulo debió desprenderse del tumor antes de que lo quitaran, pero una angiografía del cerebro no detecta su presencia en ningún lado. Se trata de en una bomba de tiempo y debe ser encontrada antes de que estalle.

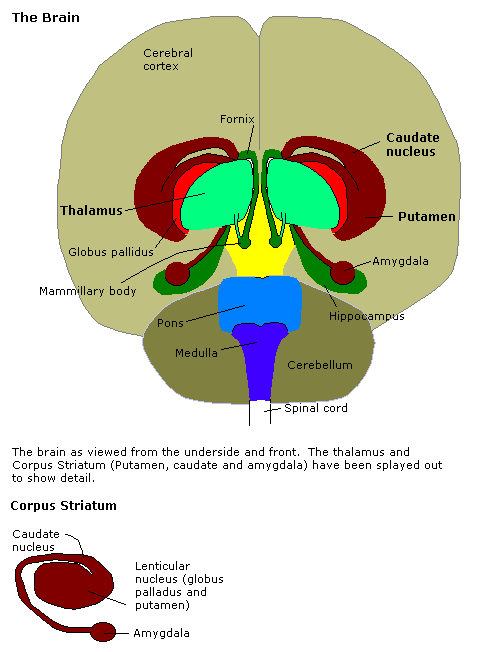
El centro del miedo se encuentra en las amígdalas cerebrales, los dos círculos rojos que se encuentran cerca del hipocampo. Finalmente, Andie tenía un coágulo a 4 milímetros del hipocampo.

House vincula las alucinaciones con la conducta emocional de la niña y supone que ambas podrían ser síntomas. Quizás Andie se muestra valiente porque el coágulo está afectando el centro del miedo en su cerebro. House le pregunta a Foreman, en su condición de neurólogo, dónde está el centro del miedo, y este responde:

En las amígdalas cerebrales, cerca del hipocampo. Es un área grande y activa. Si cortas a ciegas por allí podrías matarla. La única manera de ver este coágulo es una autopsia.

Al oír esto, House tiene una idea. Va al despacho de Cuddy para hacerle una extraña propuesta: tienen que practicar una autopsia a la niña. Para ello, deben inducir una hipotermia y un paro cardíaco para poder extraerle dos litros de sangre y perforar el cráneo en busca del coágulo. El procedimiento es complicadísimo porque solo hay 60 segundos para hallar el lugar en que se encuentra el coágulo en una pantalla, y un equipo numeroso de médicos debe actuar de forma perfectamente coordinada.
Cuddy accede, porque es la única posibilidad de darle a la niña un poco más de tiempo de vida, y entonces viene el momento de informar a la madre sobre el procedimiento extremo al que la van a someter. 
House, por su parte, decide respetar la madurez de Andie y hablar con ella para informarle sus opciones. Le habla dura y francamente: puede vivir un año más entrando y saliendo del hospital o terminarlo todo ahora. "¿Me está preguntando si quiero morir?", le dice la niña. "Nadie quiere morir, pero tú vas a hacerlo. La única pregunta es cómo, cuánto vas a sufrir y por cuánto tiempo". Andie, llorando, le dice que no pueda dejar a su mamá simplemente porque está cansada; seguirá tratando de mantenerse viva por amor a su madre. 
La intervención quirúrgica es estresante y despierta la atención de la comunidad médica. Todo un equipo de neurocirujanos buscan del coágulo y cuando ya se ha superado el tiempo límite, Foreman dice que él lo vio, 4 milímetros al lado del hipocampo. Nadie más lo ha visto, pero para House es suficiente y ordena revivir a Andie. Los neurocirujanos proceden entonces a abrir el cerebro en el preciso lugar indicado por Foreman, donde efectivamente se encontraba el coágulo, que es exitosamente extraído. El coágulo no afectaba el centro del miedo, así que la hipótesis de House no era correcta: Andie es realmente una niña valiente. 
El día que dan el alta a la pequeña, un numeroso grupo de doctores espera en la recepción para despedirse de ella. Andie se aproxima a House y lo abraza en silencio. Luego le dice: "Es un día soleado, debería salir a caminar". Poco después House sale del hospital y se dirige a un comercio de motos, donde pide probar una. El capítulo termina con House andando con la moto en las afueras de la ciudad.

### Atención clínica de rutina
House detesta realizar atención clínica de rutina porque lo aburre la ausencia de problemas médicos graves y complejos. En este capítulo atiende a un hombre que se practicó a sí mismo la circuncisión.

## Tema de inicio y cierre
El capítulo comienza y termina con el mismo tema musical, Beautiful (Hermosa/Hermoso) de Linda Perry, pero en versiones distintas: al inicio cantada por Christina Aguilera y al final por Elvis Costello.
En la versión inicial, la canción cantada por Christina Aguilera, está siendo escuchada y cantada simultáneamente por Andie, cuando está en su casa preparándose para comenzar su día, en el momento que se produce el ataque alucinatorio.
En la versión final, la canción cantada por Elvis Costello, está siendo escuchada por House en su reproductor, cuando sale del hospital y anda en moto por las afueras de la ciudad.
La letra de la canción es un mensaje de optimismo ante las dificultades y dolores que presenta la vida y las agresiones o discriminaciones que se pueden recibir de otras personas. Los versos finales de la canción dicen:

¡El sol siempre siempre brillará!
(Pero mañana podríamos despertar del otro lado)

Porque somos hermosos, no importa lo que digan.
Sí, las palabras no nos tirarán abajo, oh no.
Somos hermosos en cada una de nuestras formas de ser.
Sí, las palabras no podrán tirarnos abajo, oh no,
Así que hoy no me tires abajo.

## Diagnóstico
Tumor benigno en el pericardio y un coágulo a 4 milímetros del hipocampo.

## Citas
HOUSE: Oigan tengo una teoría, ha sido violada, busca refugio en fantasías románticas con un hombre mayor de cabello lindo y creo que
	usted olvida algo. Las víctimas de violación manipulan a la gente.... ¡Lo hizo no!¡La besó¡
CHASE: Ahhh pero no fue una perversión, fue un beso para una niña moribunda, un pequeño, un pequeño beso antes de que muera. ¡GRACIAS¡ ¡GRACIAS¡
HOUSE: Es por eso que no puedes tocar mis marcadores.